# Australijskie odznaczenia
Australijskie odznaczenia – lista orderów i odznaczeń australijskich ułożonych w kolejności starszeństwa wraz z niektórymi odznaczeniami brytyjskimi (Australia uznaje brytyjskiego panującego za swoją głowę państwa, jako członek Wspólnoty Narodów), nadanymi obywatelom Australii do 5 października 1992 (późniejsze wyróżnienia brytyjskimi odznaczeniami traktowane są jako odznaczenia zagraniczne).
| Baretka                                                                                | Nazwa polska                                                                     | Nazwa angielska                                                           | Skrót               |  |
| Odery i odznaczenia                                                                    | Odery i odznaczenia                                                              | Odery i odznaczenia                                                       | Odery i odznaczenia |  |
| -------------------------------------------------------------------------------------- | -------------------------------------------------------------------------------- | ------------------------------------------------------------------------- | ------------------- |  |
| Krzyż Wiktorii (Wielka Brytania)                                                       | Krzyż Wiktorii/Krzyż Wiktorii dla Australii *                                    | Victoria Cross                                                            | VC                  |  |
| Krzyż Jerzego (Wielka Brytania)                                                        | Krzyż Jerzego                                                                    | George Cross                                                              | GC                  |  |
|                                                                                        | Krzyż Waleczności *                                                              | Cross of Valour                                                           | CV                  |  |
| Order Podwiązki (Wielka Brytania)                                                      | Rycerz/Dama Orderu Podwiązki                                                     | Knight/Lady of the Garter                                                 | KG/LG               |  |
| Order Ostu (Wielka Brytania)                                                           | Rycerz/Dama Orderu Ostu                                                          | Knight/Lady of the Thistle                                                | KT/LT               |  |
| Krzyż Wielki Orderu Łaźni (Wielka Brytania)                                            | Rycerz/Dama Krzyża Wielkiego Orderu Łaźni                                        | Knight/Dame Grand Cross of the Order of the Bath                          | GCB                 |  |
| Order Zasługi (Wielka Brytania)                                                        | Order Zasługi                                                                    | Order of Merit                                                            | OM                  |  |
|                                                                                        | Rycerz/Dama Orderu Australii – wojskowy *                                        | Knight/Dame of the Order of Australia – military                          | AK/AD               |  |
|                                                                                        | Rycerz/Dama Orderu Australii – cywilny *                                         | Knight/Dame of the Order of Australia – civil                             | AK/AD               |  |
| Krzyż Wielki Orderu Św. Michała i Św. Jerzego (Wielka Brytania)                        | Rycerz/Dama Krzyża Wielkiego Orderu św. Michała i św. Jerzego                    | Knight/Dame Grand Cross of the Order of St Michael and St George          | GCMG                |  |
| Kawaler Krzyża Wielkiego Orderu Królewskiego Wiktoriańskiego (GCVO)                    | Rycerz/Dama Krzyża Wielkiego Orderu Królewskiego Wiktoriańskiego                 | Knight/Dame Grand Cross of the Royal Victorian Order                      | GCVO                |  |
| Krzyż Wielki Orderu Imperium Brytyjskiego od 1936 (wojskowy)                           | Rycerz/Dama Krzyża Wielkiego Orderu Imperium Brytyjskiego – wojskowy             | Knight/Dame Grand Cross of the Order of the British Empire – military     | GBE                 |  |
| Krzyż Wielki Orderu Imperium Brytyjskiego od 1936 (cywilny)                            | Rycerz/Dama Krzyża Wielkiego Orderu Imperium Brytyjskiego – cywilny              | Knight/Dame Grand Cross of the Order of the British Empire – civil        | GBE                 |  |
|                                                                                        | Towarzysz Orderu Australii – wojskowy *                                          | Companion of the Order of Australia – military                            | AC                  |  |
|                                                                                        | Towarzysz Orderu Australii – cywilny *                                           | Companion of the Order of Australia – civil                               | AC                  |  |
| Order Towarzyszy Honoru (Wielka Brytania)                                              | Towarzysz Honoru                                                                 | Companion of Honour                                                       | CH                  |  |
| Krzyż Komandorski z Gwiazdą Orderu Łaźni (Wielka Brytania)                             | Kawaler/Dama Komandor Orderu Łaźni                                               | Knight/Dame Commander of the Order of the Bath                            | KCB/DCB             |  |
| Krzyż Wielki Orderu Św. Michała i Św. Jerzego (Wielka Brytania)                        | Kawaler/Dama Komandor Orderu św. Michała i św. Jerzego                           | Knight/Dame Commander of the Order of St Michael and St George            | KCMG/DCMG           |  |
| Kawaler Krzyża Wielkiego Orderu Królewskiego Wiktoriańskiego (GCVO)                    | Kawaler/Dama Komandor Orderu Królewskiego Wiktoriańskiego                        | Knight/Dame Commander of the Royal Victorian Order                        | KCVO/DCVO           |  |
| Kawaler Komandor Orderu Imperium Brytyjskiego od 1936 (wojskowy)                       | Kawaler/Dama Komandor Orderu Imperium Brytyjskiego – wojskowy                    | Knight/Dame Commander of the Order of the British Empire – military       | KBE/DBE             |  |
| Kawaler Komandor Orderu Imperium Brytyjskiego od 1936 (cywilny)                        | Kawaler/Dama Komandor Orderu Imperium Brytyjskiego – cywilny                     | Knight/Dame Commander of the Order of the British Empire – civil          | KBE/DBE             |  |
|                                                                                        | Rycerz Kawaler                                                                   | Knight Bachelor                                                           |                     |  |
|                                                                                        | Oficer Orderu Australii – wojskowy *                                             | Officer of the Order of Australia – military                              | AO                  |  |
|                                                                                        | Oficer Orderu Australii – cywilny *                                              | Officer of the Order of Australia – civil                                 | AO                  |  |
| Krzyż Komandorski z Gwiazdą Orderu Łaźni (Wielka Brytania)                             | Towarzysz Orderu Łaźni                                                           | Companion of the Order of the Bath                                        | CB                  |  |
| Krzyż Wielki Orderu Św. Michała i Św. Jerzego (Wielka Brytania)                        | Towarzysz Orderu św. Michała i św. Jerzego                                       | Companion of the Order of St Michael and St George                        | CMG                 |  |
| Kawaler Krzyża Wielkiego Orderu Królewskiego Wiktoriańskiego (GCVO)                    | Komandor Orderu Królewskiego Wiktoriańskiego                                     | Commander of the Royal Victorian Order                                    | CVO                 |  |
| Kawaler Komandor Orderu Imperium Brytyjskiego od 1936 (wojskowy)                       | Komandor Orderu Imperium Brytyjskiego – wojskowy                                 | Commander of the Order of the British Empire – military                   | CBE                 |  |
| Kawaler Komandor Orderu Imperium Brytyjskiego od 1936 (cywilny)                        | Komandor Orderu Imperium Brytyjskiego – cywilny                                  | Commander of the Order of the British Empire – civil                      | CBE                 |  |
|                                                                                        | Gwiazda Dzielności *                                                             | Star of Gallantry                                                         | SG                  |  |
|                                                                                        | Gwiazda Odwagi *                                                                 | Star of Courage                                                           | SC                  |  |
| Order Wybitnej Służby (Wielka Brytania)                                                | Towarzysz Orderu Wybitniej Służby                                                | Companion of the Distinguished Service Order                              | DSO                 |  |
|                                                                                        | Krzyż Wybitnej Służby *                                                          | Distinguished Service Cross                                               | DSC                 |  |
|                                                                                        | Kawaler Orderu Australii – wojskowy *                                            | Member of the Order of Australia – military                               | AM                  |  |
|                                                                                        | Kawaler Orderu Australii – cywilny *                                             | Member of the Order of Australia – civil                                  | AM                  |  |
| Porucznik Orderu Królewskiego Wiktoriańskiego (LVO)                                    | Porucznik Orderu Królewskiego Wiktoriańskiego                                    | Lieutenant of the Royal Victorian Order                                   | LVO                 |  |
| Oficer Orderu Imperium Brytyjskiego od 1936 (wojskowy)                                 | Oficer Orderu Imperium Brytyjskiego – wojskowy                                   | Officer of the Order of the British Empire – military                     | OBE                 |  |
| Oficer Orderu Imperium Brytyjskiego od 1936 (cywilny)                                  | Oficer Orderu Imperium Brytyjskiego – cywilny                                    | Officer of the Order of the British Empire – civil                        | OBE                 |  |
|                                                                                        | Towarzysz Orderu Służby Imperium (†)                                             | Companion of the Imperial Service Order                                   | ISO                 |  |
| Kawaler Orderu Królewskiego Wiktoriańskiego (MVO)                                      | Kawaler Orderu Królewskiego Wiktoriańskiego                                      | Member of the Royal Victorian Order                                       | MVO                 |  |
| Kawaler Orderu Imperium Brytyjskiego od 1936 (wojskowy)                                | Kawaler Orderu Imperium Brytyjskiego – wojskowy                                  | Member of the Order of the British Empire – military                      | MBE                 |  |
| Kawaler Orderu Imperium Brytyjskiego od 1936 (cywilny)                                 | Kawaler Orderu Imperium Brytyjskiego – cywilny                                   | Member of the Order of the British Empire – civil                         | MBE                 |  |
|                                                                                        | Krzyż Służby Znamienitej *                                                       | Conspicuous Service Cross                                                 | CSC                 |  |
|                                                                                        | Krzyż Służby Pielęgniarskiej *                                                   | Nursing Service Cross                                                     | NSC                 |  |
|                                                                                        | Krzyż Królewskiego Czerwonego Krzyża (I Klasy)                                   | Royal Red Cross (1st Class)                                               | RRC                 |  |
| Krzyż Wybitnej Służby (Wielka Brytania)                                                | Krzyż Wybitnej Służby                                                            | Distinguished Service Cross                                               | DSC                 |  |
|                                                                                        | Krzyż Wojskowy                                                                   | Military Cross                                                            | MC                  |  |
|                                                                                        | Krzyż Wybitnej Służby Lotniczej                                                  | Distinguished Flying Cross                                                | DFC                 |  |
|                                                                                        | Krzyż Sił Powietrznych                                                           | Air Force Cross                                                           | AFC                 |  |
|                                                                                        | Krzyż Królewskiego Czerwonego Krzyża (II Klasy)                                  | Royal Red Cross (2nd Class)                                               | ARRC                |  |
|                                                                                        | Medal za Dzielność *                                                             | Medal for Gallantry                                                       | MG                  |  |
|                                                                                        | Medal za Odwagę *                                                                | Bravery Medal                                                             | BM                  |  |
|                                                                                        | Medal Wybitnej Służby *                                                          | Distinguished Service Medal                                               | DSM                 |  |
|                                                                                        | Medal Służby Publicznej *                                                        | Public Service Medal                                                      | PSM                 |  |
|                                                                                        | Medal Australijski Policyjny *                                                   | Australian Police Medal                                                   | APM                 |  |
|                                                                                        | Medal Australijski Straży Pożarnej *                                             | Australian Fire Service Medal                                             | AFSM                |  |
|                                                                                        | Medal Pogotowia Ratunkowego *                                                    | Ambulance Service Medal                                                   | ASM                 |  |
|                                                                                        | Medal Służb Ratowniczych *                                                       | Emergency Services Medal                                                  | ESM                 |  |
|                                                                                        | Medal Australijski Więziennictwa *                                               | Australian Corrections Medal                                              | ACM                 |  |
|                                                                                        | Medal Australijski Wywiadu *                                                     | Australian Intelligence Medal                                             | AIM                 |  |
|                                                                                        | Medal Orderu Australii – wojskowy *                                              | Medal of the Order of Australia – military                                | OAM                 |  |
|                                                                                        | Medal Orderu Australii – cywilny *                                               | Medal of the Order of Australia – civil                                   | OAM                 |  |
|                                                                                        | Order św. Jana                                                                   | Order of St John                                                          | brak                |  |
|                                                                                        | Medal Wybitnego Zachowania                                                       | Distinguished Conduct Medal                                               | DCM                 |  |
|                                                                                        | Medal Dzielności Znamienitej                                                     | Conspicuous Gallantry Medal                                               | CGM                 |  |
|                                                                                        | Medal Dzielności Znamienitej (Lotniczy) (-)                                      | Conspicuous Gallantry Medal (Flying)                                      | CGM                 |  |
|                                                                                        | Medal Jerzego                                                                    | George Medal                                                              | GM                  |  |
|                                                                                        | Medal Służby Znamienitej *                                                       | Conspicuous Service Medal                                                 | CSM                 |  |
|                                                                                        | Medal Australijski Antarktyczny *                                                | Australian Antarctic Medal                                                | AAM                 |  |
|                                                                                        | Medal Królowej dla Policji za Dzielność                                          | Queen's Police Medal for Gallantry                                        | QPM                 |  |
|                                                                                        | Medal Królowej dla Straży Pożarnej za Dzielność                                  | Queen's Fire Service Medal for Gallantry                                  | QFSM                |  |
|                                                                                        | Medal Wybitnej Służby                                                            | Distinguished Service Medal                                               | DSM                 |  |
|                                                                                        | Medal Wojskowy                                                                   | Military Medal                                                            | MM                  |  |
|                                                                                        | Medal Wybitnej Służby Lotniczej                                                  | Distinguished Flying Medal                                                | DFM                 |  |
|                                                                                        | Medal Sił Powietrznych                                                           | Air Force Medal                                                           | AFM                 |  |
|                                                                                        | Medal Dzielności Morskiej (-)                                                    | Sea Gallantry Medal                                                       | SGM                 |  |
|                                                                                        | Medal Królowej za Odwagę                                                         | Queen's Gallantry Medal                                                   | QGM                 |  |
|                                                                                        | Medal Królewski Wiktoriański                                                     | Royal Victorian Medal                                                     | RVM                 |  |
|                                                                                        | Medal Imperium Brytyjskiego (wojskowy)                                           | British Empire Medal (military)                                           | BEM                 |  |
|                                                                                        | Medal Imperium Brytyjskiego (cywilny)                                            | British Empire Medal (civil)                                              | BEM                 |  |
|                                                                                        | Medal Królowej dla Policji za Wybitną Służbę                                     | Queen's Police Medal for Distinguished Service                            | QPM                 |  |
|                                                                                        | Medal Królowej dla Straży Pożarnej za Wybitną Służbę                             | Queen's Fire Service Medal for Distinguished Service                      | QFSM                |  |
|                                                                                        | Pochwała za Dzielność *                                                          | Commendation for Gallantry                                                |                     |  |
|                                                                                        | Pochwała za Odważne Zachowanie *                                                 | Commendation for Brave Conduct                                            |                     |  |
|                                                                                        | Pochwała Królowej za Odważne Zachowanie                                          | Queen's Commendation for Brave Conduct                                    |                     |  |
|                                                                                        | Pochwała za Wybitną Służbę *                                                     | Commendation for Distinguished Service                                    |                     |  |
| Medale wojenne, kampanii, aktywnej służby i służby                                     |                                                                                  |                                                                           |                     |  |
|                                                                                        | Medal Afryki Południowej (1899–1902) **                                          | Queen’s South Africa Medal                                                |                     |  |
|                                                                                        | Medal Afryki Południowej (1901–1902) **                                          | King’s South Africa Medal                                                 |                     |  |
|                                                                                        | Gwiazda 1914 **                                                                  | 1914 Star                                                                 |                     |  |
|                                                                                        | Gwiazda 1914–15 **                                                               | 1914-15 Star                                                              |                     |  |
|                                                                                        | Medal Wojenny Brytyjski **                                                       | British War Medal                                                         |                     |  |
|                                                                                        | Medal Wojenny Marynarki Handlowej **                                             | Mercantile Marine War Medal                                               |                     |  |
|                                                                                        | Medal Zwycięstwa **                                                              | Victory Medal                                                             |                     |  |
|                                                                                        | Medal Służby Ogólnej Morskiej 1915-62 **                                         | Naval General Service Medal 1915-62                                       |                     |  |
|                                                                                        | Medal Służby Ogólnej 1918-62 **                                                  | General Service Medal 1918-62                                             |                     |  |
|                                                                                        | Gwiazda 1939–1945 **                                                             | 1939-45 Star                                                              |                     |  |
|                                                                                        | Gwiazda Atlantyku **                                                             | Atlantic Star                                                             |                     |  |
|                                                                                        | Gwiazda Lotniczych Załóg w Europie **                                            | Air Crew Europe Star                                                      |                     |  |
|                                                                                        | Gwiazda Afryki **                                                                | Africa Star                                                               |                     |  |
|                                                                                        | Gwiazda Pacyfiku **                                                              | Pacific Star                                                              |                     |  |
|                                                                                        | Gwiazda Birmy **                                                                 | Burma Star                                                                |                     |  |
|                                                                                        | Gwiazda Italii **                                                                | Italy Star                                                                |                     |  |
|                                                                                        | Gwiazda Francji i Niemiec **                                                     | France and Germany Star                                                   |                     |  |
|                                                                                        | Medal Obrony **                                                                  | Defence Medal                                                             |                     |  |
|                                                                                        | Medal Wojny 1939–1945 **                                                         | War Medal 1939-45                                                         |                     |  |
|                                                                                        | Medal Australijski Służby 1939–1945 *                                            | Australia Service Medal 1939–1945                                         |                     |  |
|                                                                                        | Medal Australijski Aktywnej Służby 1945–1975 *                                   | Australian Active Service Medal 1945-1975                                 |                     |  |
|                                                                                        | Medal Korei **                                                                   | Korea Medal                                                               |                     |  |
|                                                                                        | Medal ONZ za Służbę w Korei ***                                                  | United Nations Service Medal for Korea                                    |                     |  |
|                                                                                        | Medal Służby Ogólnej Morskiej 1915-62 **                                         | Naval General Service Medal 1915-62                                       |                     |  |
|                                                                                        | Medal Służby Ogólnej 1918-62 **                                                  | General Service Medal 1918-62                                             |                     |  |
|                                                                                        | Medal Służby Ogólnej 1962 **                                                     | General Service Medal 1962                                                |                     |  |
|                                                                                        | Medal Wietnamu *                                                                 | Vietnam Medal                                                             |                     |  |
|                                                                                        | Medal Logistyki i Wsparcia Wietnamu *                                            | Vietnam Logistic and Support Medal                                        |                     |  |
|                                                                                        | Medal Australijski Aktywnej Służby *                                             | Australian Active Service Medal                                           |                     |  |
|                                                                                        | Medal Sił Międzynarodowych w Timorze Wschodnim *                                 | International Force East Timor Medal                                      |                     |  |
|                                                                                        | Medal Afganistanu *                                                              | Afghanistan Medal                                                         |                     |  |
|                                                                                        | Medal Iraku *                                                                    | Iraq Medal                                                                |                     |  |
|                                                                                        | Medal Australijski Służby 1945–1975 *                                            | Australian Service Medal 1945-1975                                        |                     |  |
|                                                                                        | Medal Australijski Służby Ogólnej w Korei *                                      | Australian General Service Medal for Korea                                |                     |  |
|                                                                                        | Medal Australijski Służby *                                                      | Australian Service Medal                                                  |                     |  |
|                                                                                        | Medal Australijski Służby Operacyjnej – Ochrona Granic *                         | Australian Operational Service Medal – Border Protection                  |                     |  |
|                                                                                        | Medal Australijski Służby Operacyjnej – Operacje na Bliskim Wschodzie *          | Australian Operational Service Medal – Greater Middle East Operation      |                     |  |
|                                                                                        | Medal Australijski Służby Operacyjnej – Operacje Specjalne *                     | Australian Operational Service Medal – Special Operations                 |                     |  |
|                                                                                        | Medal Australijski Służby Operacyjnej – Antyterroryzm/Odzyskiwanie *             | Australian Operational Service Medal – Counter Terrorism/Special Recovery |                     |  |
|                                                                                        | Medal Australijski Służby Operacyjnej – Cywilny *                                | Australian Operational Service Medal – Civilian                           |                     |  |
|                                                                                        | Medal Rodezji *                                                                  | Rhodesia Medal                                                            |                     |  |
| Pozostałe Medale                                                                       |                                                                                  |                                                                           |                     |  |
| w przygot.                                                                             | Medal Policyjny Służby Zamorskiej *                                              | Police Overseas Service Medal                                             |                     |  |
|                                                                                        | Medal Humanitarnej Służby Zamorskiej *                                           | Humanitarian Overseas Service Medal                                       |                     |  |
|                                                                                        | Medal Ratownictwa Narodowego *                                                   | National Emergency Medal                                                  |                     |  |
|                                                                                        | Medal Służby Cywilnej 1939–1945 *                                                | Civilian Service Medal 1939-1945                                          |                     |  |
|                                                                                        | Medal Polarny                                                                    | Polar Medal                                                               |                     |  |
|                                                                                        | Medal Służby Imperium                                                            | Imperial Service Medal                                                    |                     |  |
| Medale koronacyjne, jubileuszowe, wspomnieniowe i pamiątkowe (w kolejności otrzymania) |                                                                                  |                                                                           |                     |  |
|                                                                                        | Medal Koronacyjny Króla Edwarda VII                                              | King Edward VII Coronation Medal                                          |                     |  |
|                                                                                        | Medal Koronacyjny Króla Jerzego V                                                | King George V Coronation Medal                                            |                     |  |
|                                                                                        | Medal Srebrnego Jubileuszu Króla Jerzego V                                       | King George V Silver Jubilee Medal                                        |                     |  |
|                                                                                        | Medal Koronacyjny Króla Jerzego VI                                               | King George VI Coronation Medal                                           |                     |  |
|                                                                                        | Medal Koronacyjny Królowej Elżbiety II                                           | Queen Elizabeth II Coronation Medal                                       |                     |  |
|                                                                                        | Medal Srebrnego Jubileuszu Królowej Elżbiety II                                  | Queen Elizabeth II Silver Jubilee Medal                                   |                     |  |
|                                                                                        | Medal Złotego Jubileuszu Królowej Elżbiety II                                    | Queen Elizabeth II Golden Jubilee Medal                                   |                     |  |
|                                                                                        | Medal Diamentowego Jubileuszu Królowej Elżbiety II                               | Queen Elizabeth II Diamond Jubilee Medal                                  |                     |  |
|                                                                                        | Medal Wspomnieniowy 80. Rocznicy Zawieszenia Broni *                             | 80th Anniversary Armistice Remembrance Medal                              |                     |  |
|                                                                                        | Medal Australijski Sportowy *                                                    | Australian Sports Medal                                                   |                     |  |
|                                                                                        | Medal Stulecia *                                                                 | Centenary Medal                                                           |                     |  |
| Medale za długoletnią służbę                                                           |                                                                                  |                                                                           |                     |  |
|                                                                                        | Medal Sił Obrony za Służbę *                                                     | Defence Force Service Medal                                               |                     |  |
|                                                                                        | Odznaka Sił Rezerwowych *                                                        | Reserve Force Decoration                                                  | RFD                 |  |
|                                                                                        | Medal Sił Rezerwowych *                                                          | Reserve Force Medal                                                       |                     |  |
|                                                                                        | Medal Obrony za Długoletnią Służbę *                                             | Defence Long Service Medal                                                |                     |  |
|                                                                                        | Medal Narodowy *                                                                 | National Medal                                                            |                     |  |
|                                                                                        | Medal Australijski Obrony *                                                      | Australian Defence Medal                                                  |                     |  |
|                                                                                        | Medal Służby Australijskich Sił Kadetów *                                        | Australian Cadet Forces Service Medal                                     |                     |  |
|                                                                                        | Medal Mistrza Strzeleckiego *                                                    | Champion Shots Medal                                                      |                     |  |
|                                                                                        | Medal za Długoletnią Służbę w Marynarce Wojennej i Dobre Zachowanie              | Royal Naval Long Service and Good Conduct Medal                           |                     |  |
|                                                                                        | Medal za Długoletnią Służbę w Armii i Dobre Zachowanie                           | Army Long Service and Good Conduct Medal                                  |                     |  |
|                                                                                        | Medal za Długoletnią Służbę w Królewskich Siłach Powietrznych i Dobre Zachowanie | Royal Air Force Long Service and Good Conduct Medal                       |                     |  |
|                                                                                        | Medal Rocznicy Służby Narodowej 1951–1972 *                                      | Anniversary of National Service 1951-1972 Medal                           |                     |  |
| Medale niepodległości i rocznicowe                                                     |                                                                                  |                                                                           |                     |  |
| Odznaczenia zagraniczne (w kolejności otrzymania autoryzacji)                          |                                                                                  |                                                                           |                     |  |

* odznaczenie przyznawane i administrowane przez władze australijskie

** odznaczenie przyznawane przez władze brytyjskie i administrowane przez władze australijskie

*** odznaczenie przyznawane przez ONZ i jako wyjątek noszone wśród odznaczeń australijskich

(-) odznaczenie obecnie poza oficjalną kolejnością

(†) odznaczenie zniesione lub wygasłe i już nie nadawane